# Bernhard Heinzlmaier
Bernhard Heinzlmaier (* 19. Jänner 1960 in Wien) ist ein Sozialwissenschaftler sowie Unternehmensberater und in der Jugendforschung tätig. Er ist Mitbegründer des Instituts für Jugendkulturforschung und seit 2003 ehrenamtlicher Vorsitzender. Hauptberuflich leitet er das Marktforschungsunternehmen T-Factory in Hamburg.

## Leben
Heinzlmaier wurde 1960 in Wien geboren. Nach Abschluss der Handelsakademie studierte er Geschichte, Germanistik, Philosophie, Pädagogik und Psychologie an der Universität Wien und erlangte 1987 den Magister der Philosophie. In seiner Studienzeit war er auch Vorsitzender des VSStÖ. Nach seinem Studium war Bernhard Heinzlmaier von 1988 bis 2000 wissenschaftlicher Leiter und später Geschäftsführer des Österreichischen Instituts für Jugendforschung (ÖIJ). Von 1990 bis 1992 war er Studienleiter für Markt- und Meinungsforschung bei der Consent Betriebsberatung GmbH in Wien und von 1992 bis 1995 Geschäftsführer der Werbeagentur CNC.
1997 gründete er die T-Factory Trendagentur Markt- und Meinungsforschung GmbH, die Standorte in Wien und Hamburg hat. Als Geschäftsführer der T-Factory Trendagentur, die auf die Lebenswelten junger Zielgruppen spezialisiert ist, berät Bernhard Heinzlmaier nationale und internationale Unternehmen.
Seit 2003 ist Bernhard Heinzlmaier Vorstandsvorsitzender des Österreichischen Institutes für Jugendkulturforschung (jugendkultur.at) und seit dem Gründungsjahr 2007 Mitglied des Vereins jugendkulturforschung.de e.V., der auf praxisorientierte nicht-kommerzielle Jugendforschung spezialisiert ist. Er gilt zudem als Befürworter der umstrittenen rot-blauen Koalition. In einem Kommentar in der Zeitschrift profil sprach er sich offen für eine Zusammenarbeit mit der rechten FPÖ aus.
Bernhard Heinzlmaier lehrte an der FH Joanneum in Graz und an der FH Burgenland in Eisenstadt im Studiengang Soziale Arbeit.
Am 20. Dezember 2018 wurde Heinzlmaier für seine Leistungen als Meinungs- und Jugendforscher vom österreichischen Bundespräsidenten Alexander Van der Bellen der Berufstitel Professor verliehen.

## Politische Standpunkte
Seit März 2021 schreibt Heinzlmaier als regelmäßiger Kolumnist für das österreichische Online-Boulevardmedium eXXpress, wo er in seinen Beiträgen unter anderem die Verwendung geschlechtergerechter Sprache kritisiert und vor einer von ihm so bezeichneten „Minderheitendiktatur“ warnt, in der ihm zufolge in „linken Medien“ die Bedürfnisse von Minderheiten wie Angehörigen der Transgender-Community oder Flüchtlingen in den Mittelpunkt gestellt würden, während „Befürworter einer restriktiven Asyl- und Migrationspolitik als Unmenschen an den Pranger gestellt“ würden, obwohl diese die Mehrheit der Bevölkerung repräsentieren würden. Anfang März 2023 bezeichnete Heinzlmaier den russischen Überfall auf die Ukraine in seiner Kolumne als „militärische Intervention“ und gab der NATO eine „gehörige Portion Mitschuld“. Im Rahmen einer Keynote bei einem „Jörg-Haider-Symposium“ in Kärnten äußerte sich Heinzlmaier im Jänner 2025 kritisch über „klassische“ Medien und sprach der Zeitung Der Standard die Voraussetzungen für die Gewährung von Presseförderung ab. Die Person Jörg Haiders wurde von Heinzlmaier hingegen bei der Veranstaltung gelobt.
Im Jänner 2025 bekundete er, nach 42 Jahren aus der SPÖ ausgetreten zu sein und bei der letzten Wahl Herbert Kickl gewählt zu haben. Als Grund für den Parteiaustritt nannte Heinzlmaier bei einer politischen Veranstaltung der FPÖ im April 2025 die Wokeness der SPÖ, er habe aber auch bereits zuvor „heimlich“ FPÖ gewählt. Die Unterscheidung von mehr als zwei biologischen Geschlechtern wird von Heinzlmaier abgelehnt.

## Werk
Bernhard Heinzlmaiers Forschungs- und Arbeitsschwerpunkte sind klassische Jugendsoziologie, Jugendkulturforschung, Medien- und Kommunikationsforschung, Werte- und Motivforschung, Methoden qualitativer Sozialforschung, Lebensstilforschung, politische Beteiligung sowie im kommerziellen Bereich Forschung zu Produkt- und Werbekonzepten und Markenimages, qualitative Marktforschung, Jugendmarketingstrategien und Jugendtrendforschung.

## Schriften
- Generation  Corona, Verlag Hirnkost, 2021,  ISBN 978-3-949452-09-3
- Anpassen, Mitmachen, Abkassieren: Wie dekadente Eliten unsere Gesellschaft ruinieren. Hirnkost-Verlag, Wien 2016, ISBN 978-3-945398-50-0.
- Verleitung zur Unruhe. Zur Hölle mit den Optimisten. Ecowin-Verlag, Salzburg 2015, ISBN 978-3-7110-0071-2.
- Performer, Styler, Egoisten. Über eine Jugend, der die Alten die Ideale abgewöhnt haben. Verlag des Archivs der Jugendkulturen, Berlin 2014, ISBN 978-3-943774-43-6.
- mit Philipp Ikrath: Generation Ego. Die Werte der Jugend im 21. Jahrhundert. Promedia-Verlag, Wien 2013, ISBN 978-3-943774-43-6.
- mit Beate Großegger: Die neuen vorBilder der Jugend. Stil- und Sinnwelten im neuen Jahrtausend. G&G-Verlag Wien 2007, ISBN 978-3-7074-0519-4.
- mit Beate Großegger: 50 Jahre Shell Jugendstudie. Ullstein Taschenbuch, Berlin 2002/2003, ISBN 3-548-36426-8.
- mit Beate Großegger: Jugendkultur-Guide – Szenen, Trends & Analysen. ÖBV & HPTKt., Wien 2002, ISBN 3-209-03706-X.